# Gregorio Rosa Chávez
Gregorio Rosa Chávez, född 3 september 1942 i Sociedad, Morazán, El Salvador, är en salvadoransk kardinal och biskop. Han var nära medarbetare till helige Óscar Romero.

## Biografi
Gregorio Rosa Chávez studerade filosofi och teologi i bland annat Louvain och prästvigdes 1970.
År 1982 utnämndes Rosa till titulärbiskop av Mulli och hjälpbiskop av San Salvador och vigdes den 3 juli samma år. 
Den 28 juni 2017 kreerade påve Franciskus Rosa till kardinal med Santissimo Sacramento a Tor de' Schiavi som titelkyrka. Vid samma tillfälle kreerades även Jean Zerbo, Juan José Omella Omella, Anders Arborelius och Louis-Marie Ling Mangkhanekhoun till kardinaler.
Rosa har offentligt fördömt övergrepp begångna av de salvadoranska myndigheterna.